# La Croix-Helléan
La Croix-Helléan är en kommun i departementet Morbihan i regionen Bretagne i nordvästra Frankrike. Kommunen ligger i kantonen Josselin som tillhör arrondissementet Pontivy. År 2022 hade La Croix-Helléan 881 invånare.

## Befolkningsutveckling
Antalet invånare i kommunen La Croix-Helléan
| Referens: INSEE |